# Стопера

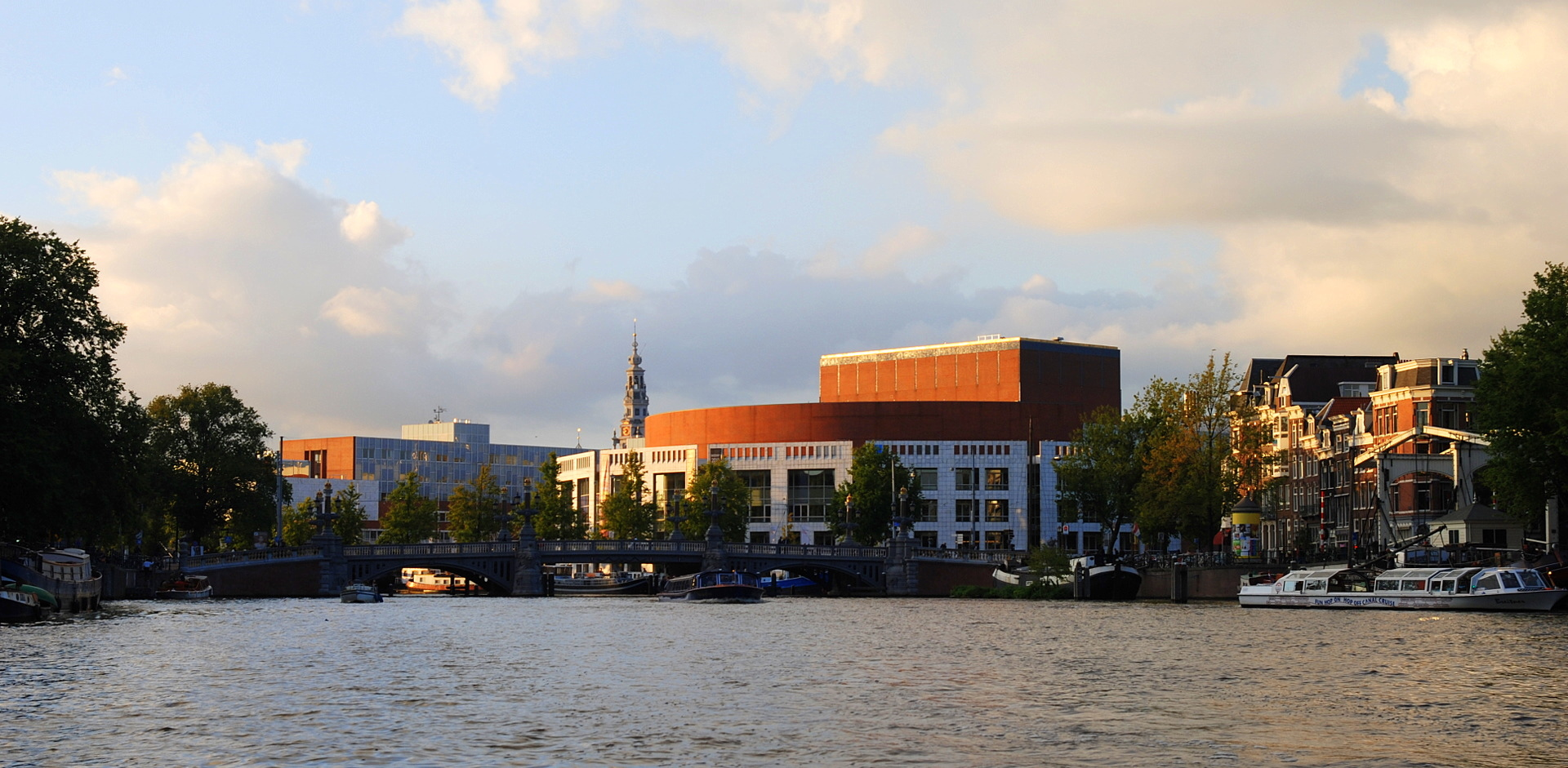
Стопера (2010)

52°22′02″ пн. ш. 4°54′06″ сх. д. / 52.367267° пн. ш. 4.901533° сх. д.
Стопера (нід. Stopera) — будівля в Амстердамі, що функціонує як концертний зал і оперний театр, в якому дають свої вистави Нідерландська опера, Нідерландський національний балет. 
Назва «Stopera» є поєднанням слів «Stadhuis» (нідерландською: «Мерія») і опери.
Офіційне відкриття Стопери відбулося 23 вересня 1986 року. Розташована у центрі міста на місці старої ратуші на березі річки Амстел.  